# 大津空襲

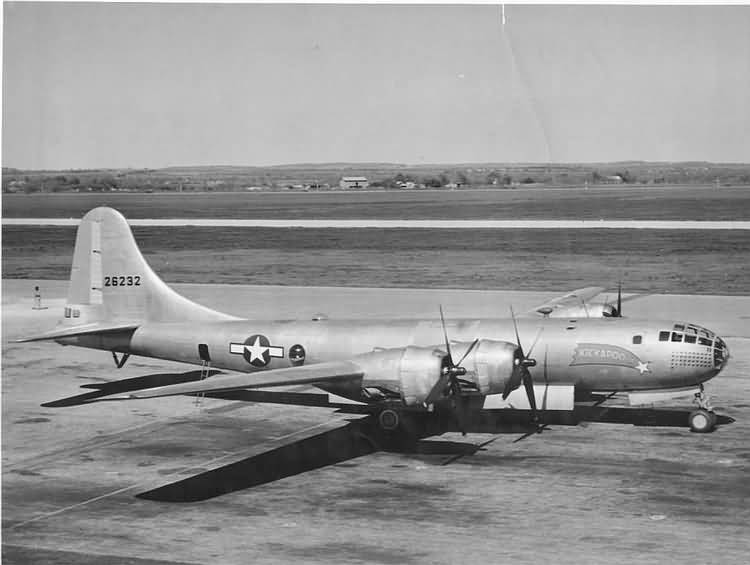
ボーイングB-29戦略爆撃機

大津空襲（おおつくうしゅう）は、第二次世界大戦中の1945年（昭和20年）7月24日・7月30日にかけてアメリカ軍により行われた滋賀県大津市に対する空襲（戦略爆撃）である。B-29による爆撃を上記の2日間受けた。

## 空襲被害
- 7月24日 東洋レーヨン大津工場 （現・東レ）が爆撃され、死者16名・負傷者13名を出した[1]。
- 7月30日 大津陸軍少年飛行兵学校が爆撃されて死者1名、滋賀海軍航空隊基地も爆撃された[1]。

## 参考書籍
- 別冊淡海文庫 17 湖国に模擬原爆が落ちた日 滋賀の空襲を追って 水谷孝信著 サンライズ出版 2009年7月30日刊